# Melanophryniscus moreirae
Melanophryniscus moreirae es una especie de anfibios de la familia Bufonidae.
Es endémica de Brasil.
Su hábitat natural incluye praderas tropicales o subtropicales a gran altitud, pantanos y marismas intermitentes de agua dulce.